# فرودگاه میدلاند/هورونیا
فرودگاه میدلاند/هورونیا (به انگلیسی: Midland/Huronia Airport) یک فرودگاه همگانی است که یک باند فرود آسفالت دارد و طول باند آن ۱٬۲۱۸ متر است. این فرودگاه در کشور کانادا قرار دارد و در ارتفاع ۲۳۶ متری از سطح دریا واقع شده‌است.